# Rivastigmine
La rivastigmine (hydrogénotartrate de rivastigmine) appartient à la famille des stigmines. Elle a une action parasympathomimétique indirecte par son effet inhibiteur pseudo-irréversible de l'acétylcholinestérase. Elle se présente sous la forme d'une poudre cristalline blanche qui possède un caractère hydrophile et lipophile.

## Histoire
La rivastigmine a été développée pour la première fois par le laboratoire Novartis pour lutter contre la maladie d'Alzheimer. Elle est disponible depuis 1997 aux États-Unis sous forme de solution buvable. En 2007, elle est disponible sous forme de patch transdermique et devient le premier médicament contre la démence sénile sous cette forme galénique.

## Mode d'action
La rivastigmine est un inhibiteur de l'acétylcholinestérase qui inhibe également la butyrylcholinestérase, à l'inverse du donépézil qui est sélectif de l'acétylcholinestérase. 
En inhibant ces enzymes, la rivastigmine potentialise l'action de l'acétylcholine dans la fente synaptique en empêchant sa dégradation. Son action est qualifiée de parasympathomimétique indirecte. C'est grâce à ce mécanisme que l'on peut potentialiser les transmissions cholinergiques.

## Usage thérapeutique

### Indications
La rivastigmine commercialisée sous le nom d'Exelon est une substance utilisée pour traiter les formes d'intensité légère à modérée des démences dues à la maladie d'Alzheimer, à la maladie de Parkinson et à la démence à corps de Lewy. La rivastigmine a démontré son efficacité sur le plan cognitif (pensée et mémoire), fonctionnel (activités quotidiennes), et problèmes comportementaux qui sont couramment associés à la maladie d'Alzheimer,,,, à la démence due à la maladie de Parkinson et à la démence à corps de Lewy.

### Administration
Comme tous les anticholinestérasiques, elle requiert une augmentation progressive du dosage sur plusieurs semaines (phase de dosage). Par voie orale, la rivastigmine doit être dosée à 3 mg par jour sur période de deux à quatre semaines.
La rivastigmine se présente sous différentes formes galéniques et différents dosages :
- gélules : Exelon 1,5 mg, 3 mg, 4,5 mg, 6 mg ;
- patchs : Exelon 4,6  et   9,5 mg par 24 heures ;
- solution buvable : Exelon 2 mg·mL-1.

### Surdosage
En cas de surdosage, on peut induire un antagonisme avec l'administration d'atropine afin d'empêcher une activation parasympathique du cœur, responsable d'une bradycardie. L'acétylcholine en excès ne se fixera pas sur les récepteurs, car ceux-ci seront en compétition avec l'atropine. Lors de la régénération de l'enzyme, l'activité catalytique permettra aux taux d'acétylcholine de retourner vers un état basal en la dégradant en choline et en acide acétique. 
La dialyse se révèle inefficace, du fait de la trop courte demi-vie de la rivastigmine.

### Effets secondaires
Les effets secondaires les plus marqués sont des nausées et des vomissements, avec des signes plus marqués pour la voie transdermique. En cas de surdosage, d'autres effets peuvent apparaître comme des hypersécrétions, incontinence, crampes, fasciculations et tout autre symptôme de décharge du parasympathique.

## Efficacité
Chez les patients présentant un de ces types de démence, la rivastigmine a montré des effets significatifs dans le traitement symptomatique, ce qui permet aux patients de rester indépendants et "eux-mêmes" plus longtemps, en particulier chez les patients présentant un développement agressif de la maladie, une maladie précoce, ayant des carences nutritionnelles, ou ceux présentant des idées délirantes ou des hallucinations.
Son efficacité est comparable à celle du donépézil et de la tacrine. Des doses sous un seuil de 6 mg/jour pourraient être inefficaces. Les effets de ces composés sur des démences ne provenant ni d'une maladie d'Alzheimer, ni d'un Parkison, ni d'une démence à corps de Lewy sont relativement modestes.

## Remboursement en France
Des travaux scientifiques ont montré que la rivastigmine améliore certaines fonctions cérébrales chez les malades. Le déremboursement des médicaments contre l'alzheimer (le donépézil, la galantamine, la rivastigmine et la mémantine) en France a été motivé par des considérations d’efficacité et de service médical rendu insuffisant selon les  évaluations de l'HAS. La radiation de la liste des médicaments remboursables aux assurés sociaux est effective à compter du 01/08/2018 par l'arrêté du 29/05/2018.